# Jožef Pogačnik (pesnik)
Jožef Pogačnik (nem. Pogatschnigg), slovenski jezuit in pesnik, * 17. marec 1671, Celovec, † 26. avgust 1712, Ljubljana.
Pogačnik (Pogatschnigg), ki je s 16 leti postal jezuit, je po končanih študijah  poučeval retoriko v Gradcu in na Dunaju, bil nato prefekt nižjih šol na Dunaju, naposled vodja kolegija v Ljubljani. Pisal je pesmi v latinščini. Izdal je: Augusta Parentalia Leopoldo I. s. r. Caesari Augusto per Odas et Elogia exhibita, Graecii (1705); Godefridus Bullionius, Hierosolymae suique victor maximus, in scenam datus (1706).